# Єпархія Пітіус
Єпархія Пітіус (лат.: Dioecesis Pityuntina) — закрита кафедра та титульна резиденція католицької церкви.

## Історія
Пітюнте (Пітіус), що відповідає місту Піцунда в сучасній Абхазії, — стародавня єпископська кафедра, розташована в районі Колхіди. Ле Квін згадує його серед резиденцій римської провінції Понт Полемоніак в цивільній єпархії Понта; той же автор розміщує місце в Константинопольському патріархаті, суфрагані архієпархії Неокесарії.
Єдиним відомим єпископом цієї кафедри був Стратофіл, який брав участь у Нікейському соборі 325 року.
У першій половині XX століття Пітіус був титулярним єпископством, тепер закритим.

## Хронотаксис грецьких єпископів
- Стратофіл † (згадується в 325 р.)

## Хронотаксис титулярних єпископів
- Педро Муньягоррі і Обінета, OP † (помер 14 серпня 1907 — 17 червня 1936 р.)